# Микита Майоров
Микита Майоров (нар. 19 квітня 1985, Вітебськ) – білоруський шахіст, гросмейстер від 2007 року.

## Шахова кар'єра
Кілька разів представляв Білорусь на чемпіонатах світу та Європи серед юніорів, не здобувши на них медалей. 2000 року в складі національної збірної взяв участь в олімпіаді серед юніорів (до 16 років) у Артеку.
Першого значного успіху на міжнародній арені досягнув 2004 року в Генуї, де поділив 1-ше місце (разом із, зокрема, Марком Парагуа), а також виконав першу гросмейстерську норму. 2005 року переміг на турнірі за круговою системою у Львові. У 2006 році став чемпіоном Мінська, знову переміг у Львові (разом з Олександром Зубовим), а на меморіалі Михайла Чигоріна в Санкт-Петербурзі виконав другу гросмейстерську норму. 2007 року поділив 1-ше місце в Алушті (разом з Юрієм Айрапетяном), виконавши останню гросмейстерську норму. 2008 року досягнув чергових успіхів: переміг в Амантеа і Кутро (разом з Юрієм Солодовніченком), а також поділив 2-ге місце в Мінську (позаду Дмитра Андрєйкіна, разом із, зокрема, Олексієм Федоровим та Ігорем Люцком). 2014 року переміг на турнірі Luc Open у Ліллі, а 2015-го – на турнірі Bergquell Open у Льютерсдорфі і в Генгамі.
Найвищий рейтинг Ело в кар'єрі мав станом на 1 грудня 2014 року, досягнувши 2596 очок займав тоді 3-тє місце серед білоруських шахістів.